# Dj Bob Figurante
Mário Lopes, mais conhecido pelo seu nome artístico DJ Bob Figurante, é um DJ (Selecta) Moçambicano. 

## Biografia
Nasceu em Maputo a 31 de dezembro de 1971 e reside no Porto desde 1978. Trabalha na área da música desde os 15 anos e como DJ (ou Selecta, na gíria comum jamaicana) desde os 17 anos.
É Selecta (DJ) dos Kussondulola Soundsystem, assistente de produção desde 1995, assistente de promoção da Taking Over desde 2006 e promotor nacional da Reggae Playground desde 1989. Colabora ainda com várias Associações e Cooperativas Culturais de norte a sul do país e além fronteiras.
É embaixador do Reggae em Portugal,[carece de fontes?]  e trabalhou com diversos artistas e bandas nacionais e internacionais ligados a esta cultura e suas vertentes. É coleccionador de reggae e música negra (jazz, blues, funk) em formato vinil, que é o instrumento principal do seu trabalho.
Esteve entre 1992 e 2010 em vários festivais nacionais: Arcos de Valdevez, Festival Paredes de Coura  , Festival de Vilar de Mouros, Festival Sudoeste, Freedom Festival em Elvas, CBT Dancefestival  em Celorico de Basto, Boom Festival, Festival Rasta Fest  em Beja, Lisboa, Festins em Alcains  e outras cidades portuguesas.
A nível internacional, participou no desfile do Carnaval de Notting Hill - Londres (1991), na Love Parade - Berlim (1997 e 1999), na área Dance Alternativa e Chill out da 3ª edição do Festival Shiva Moon - Alemanha (1998 e 2000), na área Dancehall do Festival Italiano Rototom Sunsplash - Latisana (1999). Actuou ainda em Londres, Oslo, Amesterdão, Roterdão, Hanôver, Berlim, Paris, Montpellier, Marselha, Madrid, Barcelona, Galiza e País Basco, além de uma digressão musical por vários países do norte de África.
De 1989 a 2006 trabalhou em várias rádios  e televisões portuguesas.